# Державний інспекторат
Державний інспекторат в Армії Української Народної Республіки 1919 — спец. інституція в Армії Української Народної Республіки. Створений за часів Директорії УНР з метою зміцнення українських збройних сил (ЗС) і безпосереднього контролю за військами з боку держави. Ідея організації інспекторату була запозичена в Червоної армії (див. Радянська армія), яка, своєю чергою, використала досвід інституту комісарів воєнних, вперше створеного ще за часів Французької революції кінця 18 століття. 13 травня 1919 було ухвалено закон "Про Державний інспекторат у військових частинах та інституціях Української Народної Республіки" й "Положення", які регламентували коло завдань інспекторату та державних інспекторів, наголошуючи, що надзвичайні обставини вимагають від них бути "правою рукою й очима" вищої центральної влади з тим, "аби врятувати армію від розкладу й деморалізації". До складу інспекторату входили: головний державний інспектор (полковник В.Кедровський), який брав участь у засіданнях Ради народних міністрів Української Народної Республіки із дорадчим голосом, і державні інспектори окремих управлінь, частин та з'єднань, уповноважені стежити за своєчасним і точним виконанням усіх наказів центральної військової влади, запобігати саботажу, розпусті, пияцтву, мародерству, грабіжництву, недбалому ставленню до служби тощо. У крайніх випадках державні інспектори наділялися правом усувати з армії "ворожий і непевний елемент", повідомляючи про це відповідне начальство, уряд і головного отамана С.Петлюру. Якщо дії інспектора визнавалися безпідставними, він ніс відповідальність за законом "Про надзвичайні суди". 15 вересня 1919 Директорія УНР затвердила закон про встановлення "Статуту Державного інспекторату в армії Української Народної Республіки", скасувавши прийняте в травні "Положення". Статут у головних пунктах дублював попередній документ, але водночас певним чином регулював також завдання та повноваження державних інспекторів. Останнє стало наслідком низки гучних подій в армії, зокрема т. зв. виступу полковника П.Болбочана (П.Болбочан намагався "самовільно" очолити Запорізький корпус Армії УНР за сприяння державного інспектора Запорізької групи Армії УНР М.Гавришка, який своїм наказом усунув від виконання обов'язків командира корпусу полковника В.Сальського і призначив замість нього полковника П.Болбочана).
Державний інспекторат ліквідовано 26 вересня 1919. В історичній літературі існують суперечливі оцінки Державного інспекторату. Одні автори вважають, що праця інспекторів політизувала армію і тим послабила боєздатність військових частин. Інші вказують на те, що інспекторат сприяв "зміцненню дисципліни й порядку у військах".